# کلارنس پلت
کلارنس پلت (انگلیسی: Clarence Platt; ۲۸ اکتبر ۱۸۷۳ – ۲۵ اوت ۱۹۴۱) تیرانداز اهل ایالات متحده آمریکا بود.
وی در مسابقات کشوری و بین‌المللی در مجموع برندهٔ ۱ مدال طلا شده‌است.